# Tyrannochthonius hispidus
Espèce
Tyrannochthonius hispidus est une espèce de pseudoscorpions de la famille des Chthoniidae.

## Distribution
Cette espèce est endémique du Guizhou en Chine. Elle se rencontre dans le xian de Jianhe dans la grotte Qilin.

## Description
Les mâles mesurent de 1,56 à 1,78 mm et les femelles de 1,77 à 1,99 mm.

## Systématique et taxinomie
Cette espèce a été décrite par Hou, Feng et Zhang en 2023.

## Publication originale
- Hou, Feng & Zhang, 2023 : « Diversity of cave-dwelling pseudoscorpions from Guizhou in China, with the description of twenty-four new species of the genus Tyrannochthonius (Pseudoscorpiones, Chthoniidae). » Zootaxa, no 5262(1), p. 1–158.